# 雅秋乃
雅秋乃（日语：みやびあきの）（6月21日—），日本漫畫家。舊筆名為楓菜あきの。女性，福岡縣出身。已婚，育有二子。

## 經歷
2006年，開始商業活動，執筆遊戲『巨商傳』相關的漫畫與插畫作品。
2009年，於台灣與香港發表公開全彩手機漫畫『Manastone』，並於2010年9月起在日本國內配信。
2011年，於芳文社《Manga Time Kirara Forward》開始連載《羞羞女的戀愛考驗》、於SQUARE ENIX《YOUNG GANGAN》開始連載《よん駒!》。

## 作品列表

### 漫畫
- ManaStone（BookLive『Handy Comic』2010年9月－配信中）
- 羞羞女的戀愛考驗（《Manga Time Kirara Forward》2011年6月號－2013年11月號，芳文社）
- よん駒!（日语：よん駒!）（原作：maa坊、《YOUNG GANGAN》2011年17號－，SQUARE ENIX）不定期連載
- （《電擊大王GENESIS》Vol.4附錄「LOVE2GENESIS」，ASCII MEDIA WORKS）
- （原作：maa坊、《YOUNG GANGAN》2013年22號－2014年23號，SQUARE ENIX）
- （《Manga Time Kirara Forward》2014年6月號－2016年3月號，芳文社）
- （《Manga Time Kirara Forward》2016年5月號－2018年12月號，芳文社）
- （《Ultra Jump》2018年5月號，集英社）
- （《月刊Morning two》2019年6號－連載中，講談社）

### 插圖
- 我與男生與青春期妄想的她們（著：矢野唯、2011年 - 2012年，Fami通文庫）
- （著：章月綾乃、2012年，POPLAR社（日语：ポプラ社））

## 外部連結
- みやびあきの的X（前Twitter）
- みやびあきの的pixiv
- みやびあきの的Tumblr